# Sochy (Zwierzyniec)

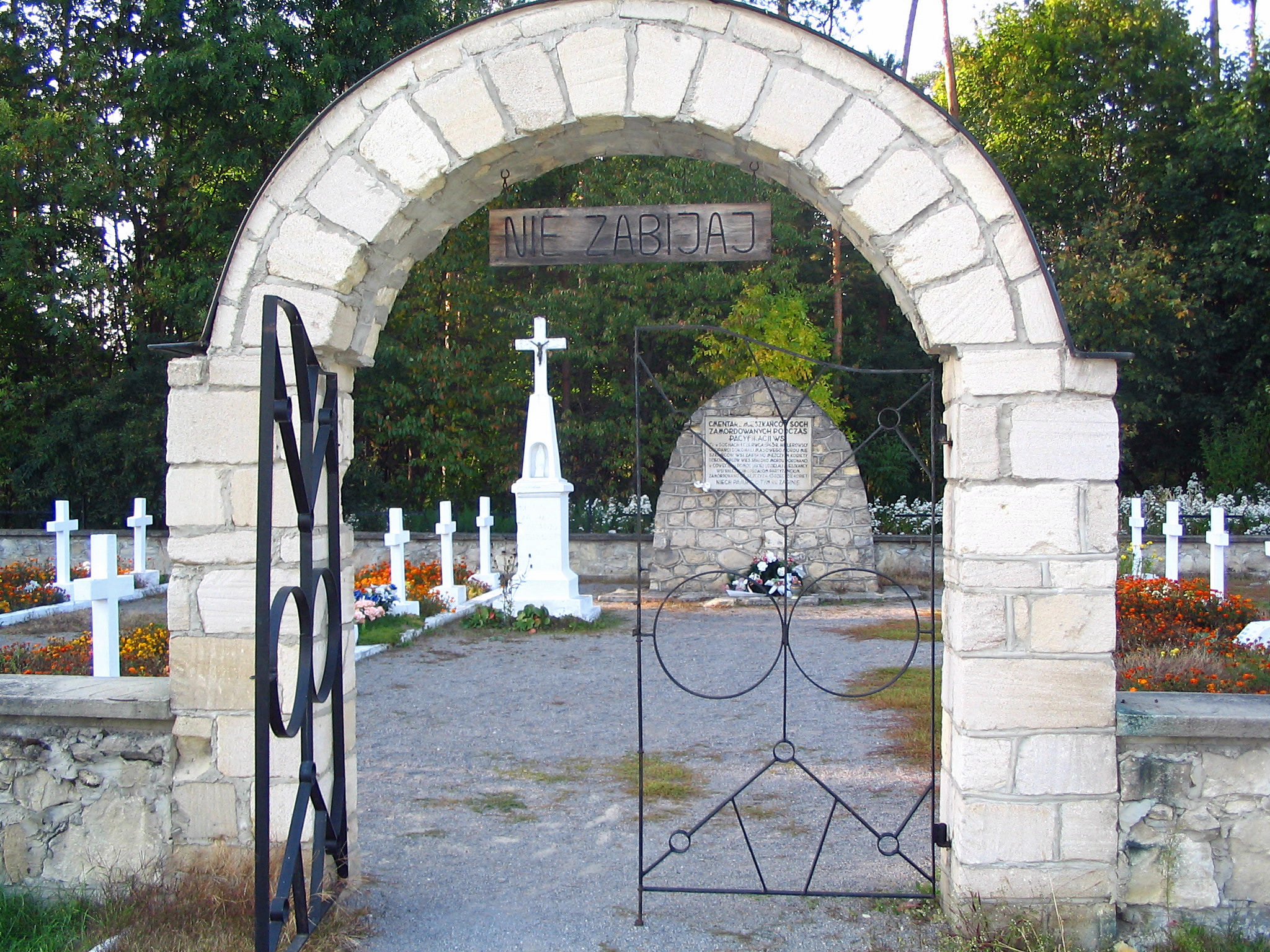
Friedhof samt Gedenkstätte der 1943 ermordeten Einwohner in Sochy

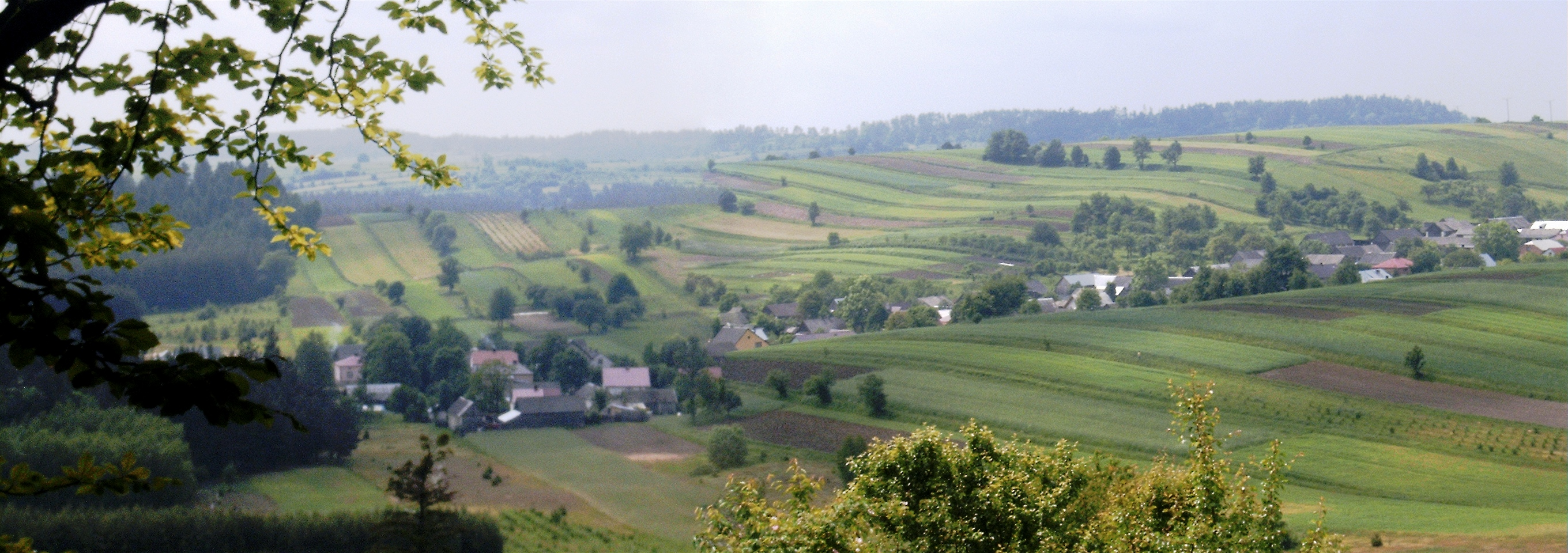
Ausblick vom Bukowa Góra auf Sochy

Sochy ist ein Dorf und Sołectwo in der Gmina Zwierzyniec im Powiat Zamojski. Es liegt in der Woiwodschaft Lublin im Südosten Polens.

## Geographische Lage
Die Landschaft ist durch den fennoskandischen Eisschild gestaltet worden und ist eine postglaziale, hügelige, bewaldete Grundmoräne, die im Einzugsgebiet der Weichsel liegt. Die Region mit dem Nationalpark Roztocze gehört zum Roztocze. Nördlich von Sochy fließt durch Zwierzyniec der Fluss Wieprz, ein rechter Zufluss der Weichsel. Südwestlich bei Sochy ist die 310-Meter-Anhöhe Bukowa Góra.
Die Entfernung nach Biłgoraj beträgt 24, nach Lublin 100, nach Zamość 33 und nach Zwierzyniec fünf Kilometer. Durch Zamość verläuft die Droga krajowa 17 Warschau–Grenzübergang Hrebenne. Die Staatsgrenze zur Ukraine bei Hrebenne verläuft 70 Kilometer südöstlich von Sochy.

## Geschichte
Nach der Christianisierung Polens im Jahr 966 kamen die Lendizen unter die Herrschaft des Mieszko I. Mit der Dritten Polnischen Teilung im Jahr 1795 kam diese Region als Westgalizien zu Österreich. Von 1807 bis 1815 gehörte das Gebiet zu Herzogtum Warschau und dann zu Kongresspolen.
Das Dorf Sochy wurde vor dem Jahr 1826 begründet. Nach dem Ersten Weltkrieg und dem Friedensvertrag von Versailles wurde im November 1918 die Zweite Polnische Republik gebildet. Am 17. September 1939 erfolgte die Sowjetische Besetzung Ostpolens durch die Rote Armee. Mit dem Deutsch-Sowjetischen Krieg war Sochy ab Sommer 1941 ein Dorf im Distrikt Lublin des Generalgouvernements.
Nach der Operation Bagration im Sommer 1944 erklärte das Lubliner Komitee die Stadt Lublin vorübergehend zur Hauptstadt Polens. Ab Anfang Januar 1945 lag Sochy in der Volksrepublik Polen und gehörte von 1975 bis 1998 zur Woiwodschaft Zamość und seit 1999 zur Woiwodschaft Lublin.

## Massaker am 1. Juni 1943
Ende Mai 1943 kaufen zwei als Partisanen verkleidete polnische Hilfspolizisten Waffen in Sochy. Als sie von Mitgliedern der Polnischen Heimatarmee (Armia Krajowa) in Józefów erkannt wurden, wurde einer der Polizisten erschossen, während dem anderen die Flucht gelang.
Als Vergeltung für den getöteten Polizisten begann am 1. Juni 1943 gegen 5:30 Uhr das Massaker. Dabei ermordeten Soldaten der Wehrmacht rund 200 Einwohner des Dorfes. Zuerst wurden Arbeiter, die nach Zwierzyniec zur Arbeit eilten, erschossen. Die deutschen Soldaten schossen aus Maschinengewehren von den Hügeln auf die Einwohner. Danach kamen Flugzeuge der Luftwaffe in Einsatz. Fast alle Wohnhäuser wurden abgebrannt und gesprengt. An die Ausrottung erinnert der örtliche Friedhof und eine Gedenktafel. Während einer Exhumierung wurden 88 männliche, 52 weibliche und 45 kindliche Gebeine identifiziert.
Sochy gehört neben Oradour-sur-Glane, Sant’Anna di Stazzema, Lidice, Kalavryta, Distomo zu den Ortschaften, in den während des Zweiten Weltkriegs Zivilpersonen den Vergeltungsmaßnahmen zu Opfer fielen.

## Literarischer Schauplatz
Die Zeitzeugin Teresa Ferenc (* 1934 in Ruszów bei Zamość) verarbeitete ihr Erlebtes in dem Gedichtband Ausgebranntes Tal (Wypalona dolina), das im Jahr 1979 in Warschau erschien. Ihre Tochter Aneta Jankowska veröffentlichte unter dem Pseudonym Anna Janko im Frühjahr 2015 das Buch Kleine Ausrottung (Mała Zagłada).